# Kvinnor i fängelse
Kvinnor i fängelse är en amerikansk film från 1950 i regi av John Cromwell.
Den unga Marie döms till fängelse för medhjälp till rån. Filmen skildrar hennes erfarenheter i fängelset.

## Rollista
- Eleanor Parker - Marie Allen
- Agnes Moorehead - Ruth Benton
- Ellen Corby - Emma Barber
- Hope Emerson - Evelyn Harper
- Betty Garde - Kitty
- Jan Sterling - Jeta "Smoochie" Kovsky
- Lee Patrick - Elvira Powell
- Jane Darwell - isoleringsföreståndaren
- Gertrude Michael - Georgia Harrison